# قضیه درون‌یابی ویتاکر–شنون

طیف دامنه فرکانسی یک سیگنال باند محدود.

قضیهٔ درون‌یابی ویتاکر - شنون یا درون‌یابی سینک، به بیان نحوهٔ بازیابی یک سیگنال پیوسته‌ی باندمحدود از روی دنباله‌ای از اعداد حقیقی می‌پردازد.
اگر دنبالهٔ اعداد حقیقی {\displaystyle x[n]} به صورت زیر داده شود:
{\displaystyle x(t)=\sum _{n=-\infty }^{\infty }x[n]\,{\rm {sinc}}\left({\frac {t-nT}{T}}\right)\,}
که در آن تابع {\displaystyle sinc(t)} تابع به‌هنجارشدهٔ سینک است و تبدیل فوریهٔ این سیگنال، {\displaystyle X(f)} در بازهٔ محدود {\displaystyle |f|\leq {\frac {1}{2T}}} غیرصفر است. اگر T واحد ثانیه داشته باشد، نشان‌دهندهٔ بازه‌های نمونه‌برداری از سیگنال زمانی x(t) خواهد بود و در آن صورت {\displaystyle f_{s}={\frac {1}{T}}} را نرخ نمونه‌برداری می‌نامند و {\displaystyle {\frac {f_{s}}{2}}} فرکانس نایکوئیست نامیده می‌شود. هرگاه سیگنال x(t) پهنای باندی کوچک‌تر از فرکانس نایکوئیست داشته باشد، بازسازی ایده‌آل سیگنال x(t) از روی نمونه‌های آن به کمک درون‌یابی سینک با رابطهٔ بالا امکان‌پذیر است.